# مامادو ديوب (لاعب كرة سلة)
مامادو ديوب مواليد 14 فبراير 1993، هو لاعب كرة سلة سنغالي بدأ مسيرته الاحترافية في سنة 2011 يلعب مع فريق ساسكي باسكونيا ويحمل الرقم 10.

## فرق لعب لها
- ساسكي باسكونيا

## روابط خارجية
- مامادو ديوب على موقع الدوري الأوروبي لكرة السلة (الإنجليزية)
- مامادو ديوب على موقع كرة السلة الأوروبية.كوم (الإنجليزية)
- مامادو ديوب على موقع DraftExpress.com (الإنجليزية)